# Мяоцзяба
ГЕС Мяоцзяба (苗家坝水电站) — гідроелектростанція в центральній частині Китаю у провінції Ганьсу. Знаходячись між ГЕС Ченцзигоу (вище по течії) та ГЕС Бікоу, входить до складу каскаду на річці Байлун, правій притоці Цзялін, яка, своєю чергою, є лівою притокою Дзинша (верхня течія Янцзи).
У межах проєкту річку перекрили кам'яно-накидною греблею із бетонним облицюванням висотою 111 метрів, яка утримує водосховище з об'ємом 268 млн м3 та припустимим коливанням рівня під час операційної діяльності між позначками 795 та 800 метрів НРМ.
Пригреблевий машинний зал обладнали трьома турбінами типу Френсіс потужністю по 80 МВт, які забезпечують виробництво 924 млн кВт·год електроенергії на рік.
Видача продукції відбувається по ЛЕП, розрахованій на роботу під напругою 330 кВ.